# رباط پاشنه‌ای‌تاسی
رباط پاشنه‌ای‌تاسی (انگلیسی: Calcaneocuboid ligament) یک رباط است که سطح فوقانی استخوان پاشنه را به سطح پشتی استخوان تاسی متصل می‌کند. این رباط بخشی از رباط دو شاخه را تشکیل می‌دهد.